# 山佐村
山佐村（やまさむら）は、島根県能義郡にあった村。現在の安来市広瀬町上山佐、広瀬町下山佐、広瀬町奥田原、広瀬町西谷にあたる。

## 地理
- 河川：飯梨川[1]、山佐川[2]、須谷川[1]、奥谷川[1]、奥田原川[3]

## 歴史
- 1889年（明治22年）4月1日、町村制の施行により、能義郡上山佐村、下山佐村、奥田原村、西谷村が合併して村制施行し、山佐村が発足[2][4]。
- 1919年（大正8年）5月、山佐郵便局開設[5]。
- 1955年（昭和30年）1月10日、能義郡広瀬町、比田村、安来市（一部）と合併し、広瀬町が存続して廃止された[2][4]。

## 産業
- 農業[2]
- 和紙[1]
- 製茶[1]